# Petrobia
Petrobia är ett släkte av spindeldjur. Petrobia ingår i familjen Tetranychidae.

## Dottertaxa tillPetrobia, i alfabetisk ordning[1]
- Petrobia apicalis
- Petrobia barkolensis
- Petrobia brevipes
- Petrobia californica
- Petrobia cardi
- Petrobia carthagensis
- Petrobia donnalucatensis
- Petrobia dzhulfaensis
- Petrobia enodis
- Petrobia haematoxylon
- Petrobia harti
- Petrobia hemerocallis
- Petrobia jingheensis
- Petrobia latens
- Petrobia layyahensis
- Petrobia lippiae
- Petrobia lupini
- Petrobia lycopersici
- Petrobia marsai
- Petrobia mexicana
- Petrobia moutiai
- Petrobia nocitus
- Petrobia phaceliae
- Petrobia prasadi
- Petrobia pseudotetranychina
- Petrobia tribulus
- Petrobia tunisiae
- Petrobia uncata
- Petrobia vachushtii
- Petrobia waltheriae
- Petrobia xerophila
- Petrobia xinjiangensis
- Petrobia zachvatkini